# Cercopitec argentat
El cercopitec argentat (Cercopithecus doggetti) és una subespècie de cercopitec blau. Viu sobretot a l'Àfrica oriental. La seva distribució s'estén per Burundi, Tanzània, Ruanda, Uganda i la República Democràtica del Congo. Hi ha científics que el reconeixen com a espècie a part.